# Francesc Casanovas i Martí

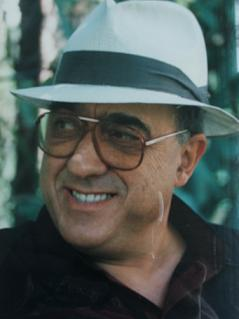
Francesc Casanovas i Martí

Francesc Casanovas i Martí (Barcelona 11 de septiembre de 1938 - Vich 15 de julio del 2002) fue el fundador del Seminario del Pueblo de Dios.

## Biografía

### Infancia y juventud
Nace el 11 de septiembre de 1938 en Barcelona, siendo el tercer hijo de una familia acomodada. Su padre, Francesc Casanovas Viloca, era ingeniero de caminos, por lo cual la familia cambia a menudo de domicilio y viaja mucho. Siendo adolescente expresa el deseo de llegar a ser millonario o santo.

### Experiencia religiosa
En el año 1957, con 19 años, entra en el convento de los Dominicos de Cardedeu y cursa estudios de filosofía y teología. Mientras está en los dominicos vive unas experiencias de oración contemplativa, que marcarán toda su vida. Reflexiona sobre una renovación de la vida religiosa y eclesial. Por este motivo sus superiores deciden invitarlo a marcharse para que pueda encontrar una congregación más adecuada a sus inquietudes.
Hace el servicio militar en Jaén y en Pedralbes (Barcelona) durante los años 1963 y 1964.
En ese tiempo se entrevista diversas veces con el abad de Montserrat, Cassià Just, quien le aconseja considerar el matrimonio como posible vocación. De ese modo conoce a Conxita Torres, con la que salen durante tres meses, como novios, hasta que se da cuenta de que no es su vocación, y se decide a entrar en el convento de los capuchinos en Arenys de Mar. Después de su vestición cambia al convento de Sarrià (Barcelona).

### El ideal que cambia su vida
En el año 1967 conoce el Movimiento de los Focolares (Obra de Maria) donde se le invita a participar de la Escuela Sacerdotal en Grottaferrata (Roma). Acepta sin el permiso de los superiores del convento. Haciendo servicios de cocinero y jardinero en el Centro Mariapolis, está cerca de Chiara Lubich.
En el año 1968, Francesc Casanovas es enviado al centro de formación de la Obra en Loppiano.
En el año 1969 comunica sus intuiciones de realizar la vida del Ideal, que conoce en el Movimiento del Focolar, en unidad directa con el obispo de la iglesia local. Poco después es invitado a dejar la Obra de Maria. A lo largo de su vida siempre buscará la relación con el Movimiento del Focolar, declarando su filiación espiritual con Chiara Lubich. Vuelve a Barcelona.

### Fundación del Seminario del Pueblo de Dios
Un conocido suyo, Vicenç Maria Farré, vicario de la parroquia de Llefiá (Badalona), le acoge en el piso parroquial donde empieza una experiencia de vida comunitaria que pronto atrae a jóvenes del entorno de la parroquia y del barrio. La llegada de un nuevo párroco, que no quiere que su vicario conviva con un laico, les impulsa a dirigirse al arzobispo de Barcelona, D. Marcelo González, la incipiente experiencia. Él le pide a Francesc Casanovas que siga en la formación de jóvenes y autoriza la vida comunitaria. Escuchando las intuiciones del fundador, expresa que esa nueva realidad de vida comunitaria parece un seminario para el pueblo de Dios.
En 1970 se inicia la vida comunitaria masculina en un piso en el Paseo de San Juan de Barcelona. Un año más tarde se abre otro piso, para chicas, en la calle Valencia, también en Barcelona. Las primeras mujeres del Seminario del Pueblo de Dios son Conchita Torres, que había encontrado en Francesc Casanovas al hombre de su vida y Rosa Campi, que también desarrollará un papel importante en la historia de la comunidad.
Durante las décadas siguientes la comunidad va creciendo y se abren nuevos pisos de vida comunitaria en diversas ciudades. Francesc Casanovas sigue muy de cerca a todos los jóvenes y matrimonios que van incorporándose al Seminario del Pueblo de Dios, ofreciéndoles una formación exigente en un espacio de libertad y un ambiente de familia. "No era tarea fácil llevar adelante una comunidad de hombres y mujeres, con la complejidad de todas las vocaciones: presbíteros, matrimonios, célibes, en comunión fraterna y evolución constante. Su creatividad espiritual lo llevó a fundar como una «maqueta» del pueblo de Dios, una pequeña semilla regada día tras día". (Catalunya Cristiana Núm: 1222, p. 20)

### Aprobación eclesial
1977 se aprueban los estatutos de la asociación, que es erigida en la archidiócesis de Barcelona por el Cardenal Narcís Jubany i Arnau. En vida del fundador, el Seminario del Pueblo de Dios fue aprobado en las diócesis de Vich, Urgel, Segorbe-Castellón, Valledupar (Colombia) y Bilbao. 
El obispo de Urgel y copríncipe de Andorra, Joan Martí i Alanis, es el primero que ordena como presbítero un miembro del Seminario del Pueblo de Dios, reconociendo la formación que recibió de la comunidad, completada por los estudios en una Facultad de Teología. Los obispos Miquel Moncada i Noguera (Solsona), el cardenal Narcis Jubany i Arnau y el cardenal Ricard Maria Carles i Gordó (Barcelona), Agustín Valbuena Jáuregui (Valledupar-Colombia), Josep Maria Guix i Ferreres (Vich), Ramon Malla i Call (Lérida) y Josep Maria Cases (Segorbe-Castellón) también ordenaron presbíteros para sus diócesis.

### La relación hombre-mujer
A partir de 1984, Francesc profundiza en la relación hombre-mujer, como base antropológica de la espiritualidad y experiencia cristiana. Hace unas reflexiones carismáticas sobre la identidad del Seminario del Pueblo de Dios en el contexto de la Iglesia local.
El mismo año, entra en la comunidad el matrimonio Roig-Campi. A Lourdes Campi Sirvent, la hermana menor de la segunda mujer de la comunidad, la reconocerá más adelante como fundadora junto con él. Su marido, Joan Roig, siendo miembro de la comunidad, se convierte en un buen amigo del fundador.

### Al servicio del pensamiento y la cultura
En 1991 Francesc Casanovas inaugura el Aula de Teología Cantar de los Cantares (enlace roto disponible en Internet Archive; véase el historial, la primera versión y la última). como un espacio de pensamiento cristiano, en Camprodon y constituye un claustro de profesores para la profundización y la docencia de un pensamiento, fruto de la mentalidad nueva del Evangelio.
En 1994 asiste junto con el presidente de la Generalidad de Cataluña, Jordi Pujol, y el arzobispo Joan Martí Alanis a la inauguración del Casal Sant Martí en Campelles (Ripollés), Casa de Espiritualidad y Cultura.

### Fallecimiento
El 2 de julio de 2002, Francesc Casanovas ingresa en un hospital en Vich donde le es diagnosticado un cáncer. Muere el 15 de julio de 2002.
Las exequias se celebran al día siguiente en la iglesia de las Carmelitas Descalzas de Vich, presidida por Josep M. Guix, obispo de Vich, concelebrada por el arzobispo Joan Martí, obispo de Urgell y diversos presbíteros de las diócesis catalanas.

## El pensamiento de Francesc Casanovas
Francesc Casanovas elabora y expresa su pensamiento a menudo en relación directa con las experiencias, dificultades y gracias que vive la comunidad. La experiencia del ideal de la Unidad, que conoce en el Movimiento del Focolar, le ayuda a comprender y transformar la realidad con una espiritualidad de comunión.
Su reflexión se basa en la tradición cristiana, transmitida por las familias religiosas de las que ha participado: dominicana y franciscana. La mística carmelita, con las obras de San Juan de la Cruz y Santa Teresa de Ávila constituye otra fuente de su pensamiento. Entre los teólogos del siglo XX, dedica una atención especial a H. U. von Balthasar.
Francesc Casanovas ha querido reflexionar la fe y la tradición cristiana a partir del Concilio Vaticano II, encarnadas en una vida comunitaria radical, exigente y generosa. Ha engendrado ambientes de caridad cristiana, que fomentan el cultivo de una humanidad profunda y libre. En este nuevo ambiente de familia el Obispo de la iglesia local es el punto de la unidad y comunión de todos los carismas. Así descubría la luz y la base teológica, humana y cultural para regenerar la vida de la iglesia.

### Unas frases del pensamiento de Francesc Casanovas i Martí
. Fiarnos de la sabiduría divina hace que nos lo pasemos bien, ya que encontramos bienestar y paz en los pequeños detalles de cada día, fuente de la ternura, del sacrificio y de la alegría. Seguir a Jesús y practicar el Evangelio no es fruto del cumplimiento de unas leyes para salvar el alma, sino una respuesta de amor. (UDA 99 BD)
. Los discípulos de Jesús y bautizados en su nombre, formamos un solo cuerpo, el cuerpo de Cristo resucitado. Somos, pues, una sola cosa: somos uno en el Misterio trinitario. Es con esta unidad que hay que interpretar los signos de los tiempos y ofrecer un remedio, de acuerdo con el apostolado universal discernido por la Iglesia, unida a sus obispos en comunión con el obispo de Roma. (UDA 297 BD)
. Hay que recuperar, en el ámbito de la fe, el sentido de la existencia hombre-mujer, hace falta iluminar y humanizar la condición sexuada humana en medio de un mundo que fácilmente la manipula y “cosifica”. El ser humano completo, revestido de luz pascual, es quien da testimonio de Cristo. 

. El encanto que ejercemos ante los más pobres es ser personas normales, que se toman la vida como un juego, con responsabilidad e interés, llevando en su cuerpo la misericordia divina. Jugar supone dejarlo todo en manos del Padre y dedicarse sólo a disfrutar de lo que él nos regala en Cristo. (UDA 60 BD)

## Publicaciones
- Mentalitat Nova, Déu és Vida, Seminario del Pueblo de Dios (enlace roto disponible en Internet Archive; véase el historial, la primera versión y la última)., 1980.
- Obrim les finestres, Reflexió contemplativa sobre l'Església a la llum de la Constitució "Lumen Gentium" del Concili Vaticà II, Editorial Claret, Barcelona, 1987.
- Trilogía: La Pascua cristiana, El Paso - La Alegria - La Paz, Editorial Claret (enlace roto disponible en Internet Archive; véase el historial, la primera versión y la última)., Barcelona, 1990 - 2005.
- Articolos diversos en Cambio de Mentalidad, revista trimestral editada por el SPD, Barcelona.